# Simona Pop
Simona Pop z domu Deac (ur. 25 grudnia 1988 w Satu Mare) – rumuńska szermierka, mistrzyni olimpijska i dwukrotna medalistka mistrzostw świata.
Podczas igrzysk olimpijskich w Rio de Janeiro w 2016 roku reprezentacja Rumunii w składzie: Loredana Dinu, Simona Gherman, Simona Pop i Ana Maria Popescu wywalczyła drużynowo złoty medal. W finale Rumunki pokonały reprezentację Chin 45:38. W rywalizacji indywidualnej w szpadzie odpadła w pierwszej rundzie, ostatecznie sklasyfikowana została na 33. miejscu.
Na mistrzostwach świata w Budapeszcie (2013) wspólnie z Aną Marią Brânzą (Popescu), Ralucą Sbarcią i Marią Udreą zdobyła drużynowo brązowy medal. W tej samej konkurencji zdobyła następnie srebrny medal podczas mistrzostw świata w Moskwie (2015). W 2015 roku zdobyła też złoty medal w zawodach drużynowych na igrzyskach europejskich w Baku.
Ponadto kilkukrotnie zdobywała medale mistrzostw Europy: w tym złote drużynowo podczas mistrzostw Europy w Strasburgu (2014) i mistrzostw Europy w Montreux (2015).